# Bruno Formigoni
Bruno Formigoni (født 18. april 1990) er en brasiliansk fodboldspiller.